# 中川 (酒々井町)
中川（なかがわ）は、千葉県印旛郡酒々井町の大字。郵便番号285-0921。

## 地理
北は上岩橋、東は中央台、南から西は酒々井、北西は印旛沼新田に隣接している。

## 歴史
江戸期は中川村であり、下総国印旛郡のうち。佐倉藩領。村高は、「元禄郷帳」123石余、「天保郷帳」「旧高旧領」ともに129石余。利根川・印旛沼の氾濫によって水害を被ることも多かったが印旛沼の舟運を利用とする中川河岸は物資の輸送拠点として有名な商人も出た。成田街道酒々井宿の助郷村とともに、上岩橋村の卜ヶ崎とともに成田街道沿いに間（あい）の宿を形成しており、休み茶屋・商家が多かった。安政3年の宗門御改下帳によれば、家数33・人数165（北詰家文書/酒々井町史史料集1）。佐倉牧捕馬の際には酒々井の御払場に水夫人足を差出した。神社は水神社、寺院は西蔵院。明治6年千葉県に所属。同年西蔵院を仮校舎として中川学校を開校。同18年岩橋学校と合併。明治22年酒々井町の大字となる。

### 年表
- 1873年（明治6年） - 千葉県に所属。
- 1889年（明治22年）4月1日 - 酒々井町中川になる。
  - 町村制施行し、酒々井町、下台村、馬橋村、墨村、飯積村、尾上村、中川村、上岩橋村、伊篠村、伊篠新田、篠山新田、今倉新田、下岩橋村、柏木村、本佐倉村、本佐倉町が合併し印旛郡酒々井町が発足。

## 世帯数と人口
2017年（平成29年）11月1日現在の世帯数と人口は以下の通りである。
| 大字 | 世帯数  | 人口  |
| ---- | ------- | ----- |
| 中川 | 469世帯 | 726人 |

## 小・中学校の学区
町立小・中学校に通う場合、学区は以下の通りとなる。
| 番地 | 小学校                 | 中学校                 |
| ---- | ---------------------- | ---------------------- |
| 全域 | 酒々井町立酒々井小学校 | 酒々井町立酒々井中学校 |

## 施設
- 中川青年館
- 水神社
- 中川西蔵院

## 交通

### 鉄道
- 京成本線
  - 京成酒々井駅

### バス
- ちばグリーンバス[6]
  - JR酒々井駅 ～ 学園台[7]
    - （酒々井） - 京成酒々井駅【西口】 - （印西市平賀）

  - 京成酒々井駅【西口】 ～ 印旛日本医大駅 [7]
    - 京成酒々井駅【西口】 - （印西市平賀）

  - 京成酒々井駅【東口】 ～ JR酒々井駅 ～ 酒々井プレミアム・アウトレット[7]
    - 京成酒々井駅【東口】 - （JR酒々井駅・酒々井プレミアム・アウトレット）

  - 田町車庫前 ～ 酒々井小学校 ～ 京成酒々井駅【東口】[7]
    - （酒々井） - 京成酒々井駅【東口】

  - 田町車庫前 ～ 酒々井町役場 ～ 京成酒々井駅【東口】[7]
  - 京成佐倉駅 ～ 酒々井町役場 ～ 京成酒々井駅【東口】[7]
    - （中央台） - 京成酒々井駅【東口】

### 道路
- 国道
  - 国道51号
- 都道府県道
  - 千葉県道137号宗吾酒々井線